# Чодураа
Чодураа (тув. Чодураа) — село в Улуг-Хемском кожууне Республики Тыва России. Образует сумон Чаатинский.

## Этимология
тув. Чодураа — черёмуха, черёмуховое).

## История
В 1963 году указом Президиума Верховного Совета РСФСР село Зелёная Роща переименовано в Чодураа.

## Внутреннее деление
Внутреннее деление села Чодураа сложное: в него входят 22 местечка и улицы:
Местечки (всего 17)
- Местечко Алангыыш (Чааты)
- Местечко Ажык-Бажы
- Местечко Ак-Чааты
- Местечко Доргун
- Местечко Кара-Чааты
- Местечко Кызыл-Даг (Чалбаа-Даа)
- Местечко Опай-Чурту
- Местечко Сояк
- Местечко Тылдыг-Чыланныг
- Местечко Узун-Оорга
- Местечко Улуг-Арт
- Местечко Хадын-Бажы
- Местечко Хараган
- Местечко Холчук-Бажы
- Местечко Чал-Кыры
- Местечко Чыланныг
- Местечко Эрээн

Улицы (всего 5)
- Верхне-Набережная улица
- Нижне-Набережная улица
- Улицы 40 лет Советской Тувы
- Школьная улица
- Улица Шойдун[4]

## Население
| 2002 | 2010 | 2011 | 2012 | 2013 | 2014 | 2015 |
| ---- | ---- | ---- | ---- | ---- | ---- | ---- |
| 978  | ↘814 | ↘810 | ↗842 | ↘816 | ↘806 | ↗814 |
| 2016 | 2017 | 2018 | 2019 | 2020 | 2021 |      |
| →814 | ↗822 | ↗843 | ↗848 | ↗849 | ↗892 |      |

## Известные уроженцы
- Барынмаа, Айдаш Иванович (род. 1981) — хоомейжи, музыкант, заслуженный артист Республики Тыва.
- Кара-оол, Шолбан Валерьевич (тув. Шолбан Валерий оглу Кара-оол; р. 18 июля 1966 года) — Глава Республики Тыва с 2007 года (с 23 мая 2016 года как временно исполняющий обязанности). Член Высшего совета партии «Единая Россия»[17]. Кандидат экономических наук[18].
- Хуурак, Эрес Михайлович [19] (род. 20 июня 1969 года) — Депутат Верховного Хурала (Парламента) Республики Тыва 2 и 3 созыва (Улуг-Хемский одномандатный избирательный округ № 12), член партии «Единая Россия», член Тувинского регионального отделения Всероссийской общественной организации ветеранов Боевое братство»[20].